# Carl H. Stevens
Carl H. Stevens (ur. 4 listopada 1929, zm. 3 czerwca 2008) – amerykański pastor, mówca na wielu międzynarodowych konferencjach chrześcijańskich, założyciel „Maryland Bible College and Seminary” (MBC&S), twórca i gospodarz międzynarodowej rozgłośni chrześcijańskiej „Grace Hour” nadającej od ponad 38 lat. Założył również największą w całej historii Nowej Anglii szkołę niedzielną.
Napisał ponad 150 książek poruszających zagadnienia doktrynalne w aspekcie zastosowania nauki chrześcijańskiej w życiu ludzi wierzących. Większość z nich została przetłumaczona na wiele języków.
Był pastorem wielu kościołów w Maine, Massachusetts, a ostatnio w Greater Grace Church – Baltimore, Maryland – kościele zorientowanym na pracę misyjną.